# Tejashwi Yadav
Pour les articles homonymes, voir Yadav (homonymie).
Tejashwi Prasad Yadav (né le 9 novembre 1989 à Patna) est un homme politique et ancien joueur de cricket indien. Il fut Ministre en Chef Adjoint du Bihar, dans le gouvernement de Nitish Kumar pendant vingt mois après l'élection législative du Bihar de 2015.

## Jeunesse et vie personnelle
Yadav est le fils cadet de l'ancien ministre en chef du Bihar Laloo Prasad Yadav, qui a été condamné à 5 ans de réclusion dans une affaire de corruption, le Fodder Scam,.
Il n'étudie que jusqu'à la 8e classe, et abandonne l'école sans avoir terminé son éducation scolaire de base, après avoir échoué en 9e classe. Il a été critiqué pour être devenu Ministre de l'Éducation du Bihar alors qu'il n'avait jamais dépassé la 9e classe,,.

## Joueur de cricket
Avant de se lancer en politique, Yadav est un joueur de cricket ; il joue en tant que batteur d'ordre intermédiaire un match du Ranji Trophy et deux matchs limited-overs de Jharkhand. Il fait également partie des Delhi Daredevils pendant les saisons 2008, 2009, 2011 et 2012 de l'Indian Premier League.

## Carrière politique
Il est élu à l'Assemblée Législative du Bihar dans la circonscription de Raghopur en tant que membre de la Rashtriya Janata Dal en 2015,. Il est Ministre en Chef Adjoint dans le gouvernement du Bihar de novembre 2015 à juillet 2017. Son frère aîné Tej Pratap est également ministre dans ce gouvernement.

## Affaire de corruption
Le 5 juillet 2017, le Bureau central d'enquête a intenté en justice une action de corruption impliquant Tejashwi Yadav, son père Laloo Prasad Yadav, son frère Tej Pratap Yadav (en), sa mère Rabri Devi et plusieurs autres membres de la famille. Le 27 juillet, l'Enforcement Directorate a intenté une autre affaire en justice, sur un motif de prévention de blanchiment d'argent.